# Dehlāvīyeh
Dehlāvīyeh (persiska: دهلاویه) är en ort i Iran.   Den ligger i provinsen Khuzestan, i den västra delen av landet, 500 km sydväst om huvudstaden Teheran. Dehlāvīyeh ligger 12 meter över havet och antalet invånare är 350.
Terrängen runt Dehlāvīyeh är mycket platt.Runt Dehlāvīyeh är det ganska glesbefolkat, med 38 invånare per kvadratkilometer. Närmaste större samhälle är Sūsangerd, 12,7 km sydost om Dehlāvīyeh. Omgivningarna runt Dehlāvīyeh är i huvudsak ett öppet busklandskap.